# Senyoria de Mardonya
La senyoria de Mardonya fou una jurisdicció feudal centrada a Mardonya (Mardogne) a Coserans.
El seu origen fou Germà de la casa dels Foix, vescomte de Coserans 1510-1515, que va deixar al seu fill Joan el vescomtat de Coserans, i al segon fill Lluís la senyoria de Mardonya. Lluís es va casar amb Gabriela de Dienne i van tenir dos fills: Josep, que fou senyor i després baró de Mardonya, i Germana.
Josep va morir deixant del seu matrimoni amb Francesca de Lastic una sola filla de nom Gabriela com la seva àvia, que encara que es va casar dues vegades no va tenir fills; la successió va passar a Germana, fill de Lluís de Mardonya, casada amb Miquel Anjoni, senyor d'Anjoni, Facilmagne i Tournemire, obrint la dinastia dels Anjoni anomenats marquesos de Foix-Mardonya.
Per la seva banda Joan de Coserans (Joan II 1515-vers 1530) va deixar com a successor un fill, Joan Pau (vers 1530-1560) que va morir deixant només una filla de nom Francesca, que es va casar amb Francesc de Mauleon, senyor de la Cor (la Cour), obrint la branca dita de Foix-Mauleon dels vescomtes de Coserans; per successius enllaços la branca va passar als Modave (Foix-Modave) i als Polignac (Foix-Polignac) fins a la revolució.